# St. Mary’s Island (Themse)
St. Mary’s Island ist eine Insel in der Themse. Die Insel liegt in einem Abschnitt des Flusses, der im Westen von Reading von dessen Vororten Caversham im Norden und Tilehurst im Süden eingegrenzt wird. Die Insel liegt an der Nordseite des Flusses, nördlich vom Buck’s Eyot.